# 京橋出入口 (東京都)
京橋出入口（きょうばしでいりぐち）は、東京都中央区にある首都高速道路都心環状線のインターチェンジである。浜崎橋JCT方面の出入口のみ設置されているハーフインターチェンジである。
入口と出口の所在地が離れており、入口は銀座一丁目と新富一丁目にまたがる新金橋の上に設置されており、昭和通りからは新京橋交差点を銀座桜通りを東へ進んで橋の上で右折し京橋入口に入る。出口は鍛冶橋通りの弾正橋に隣接して設置されており、出口前の信号に従い鍛冶橋通りへ出る。出口前の交差点のすぐ先にある交差点が昭和通りになる。東京駅を発着し東京湾アクアラインを経由する高速バスが多く利用する出入口でもある。

## 周辺
- 新富町駅
- 京橋駅
- 宝町駅
- 八丁堀駅
- 警視庁高速道路交通警察隊本部

## 今後の計画
都心環状線の日本橋区間地下化に伴う環状機能の確保として新京橋連絡路が建設されることとなったが、京橋入口は新京橋連絡路から都心環状線への合流用のスペース確保のため、廃止される計画である（入口機能は新富町出口を入口に転用して代替）。

## 隣
首都高速都心環状線
(11)宝町出入口 - 京橋JCT - (12)京橋出入口 - (13,14)新富町出口